# The Roald Dahl Treasury
The Roald Dahl Treasury è un'antologia dei racconti per bambini di Roald Dahl pubblicata originariamente in Inghilterra nel 1997 dalla casa editrice Puffin Books.
Il volume raccoglie degli estratti di tutti i libri per bambini scritti da Dahl assieme a racconti e materiali inediti.
Il libro include un ampio numero di illustrazioni di Quentin Blake, alcune delle quali appositamente commissionate per il progetto e altre apparse per la prima volta a colori. Vi partecipano anche altri illustratori fra i quali Raymond Briggs e Ralph Steadman. Il libro contiene anche un estratto da un'intervista rilasciata da Dahl e molte lettere scambiate tra Dahl e i suoi familiari.